# Accident ferroviaire de Szczekociny

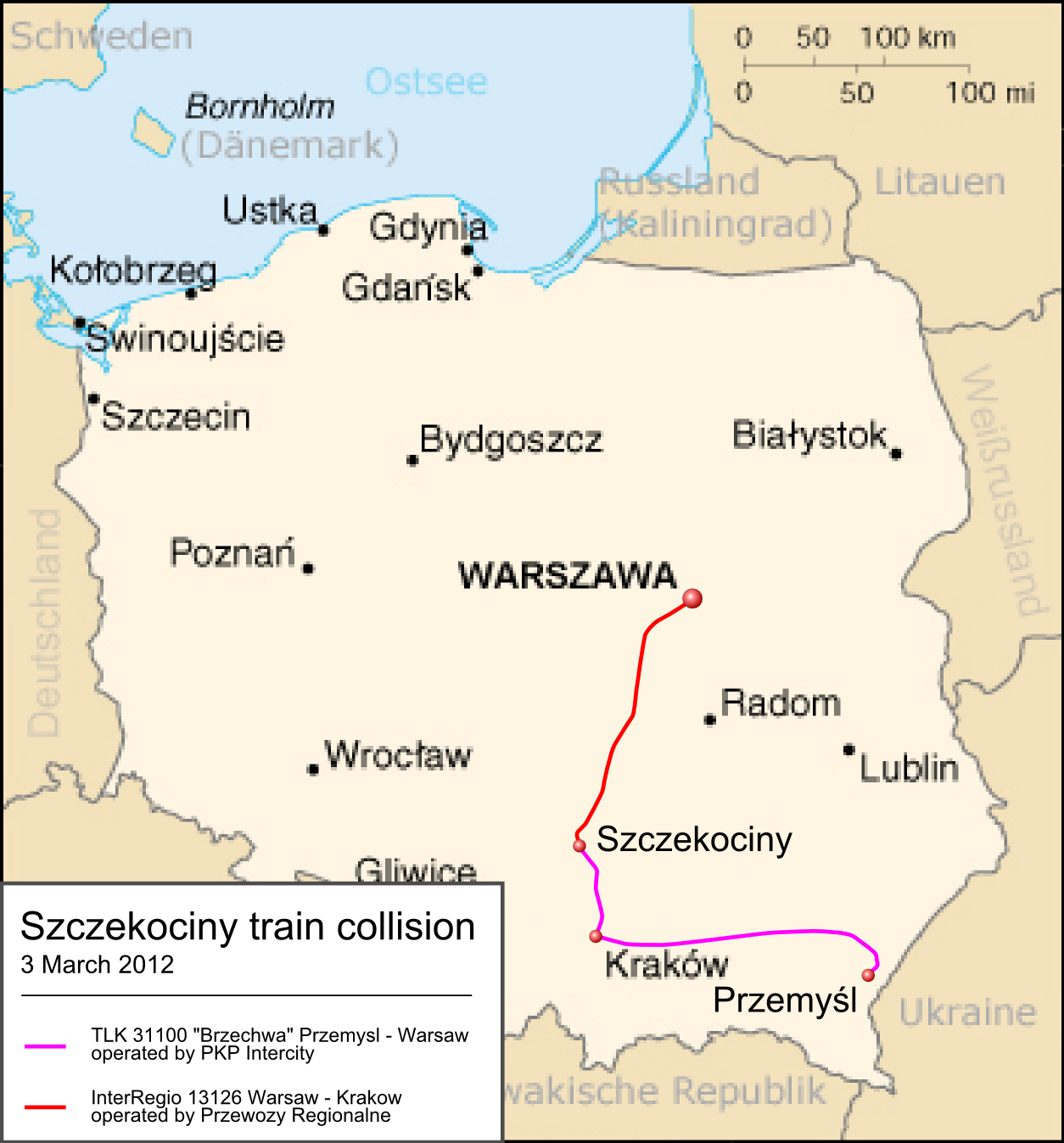
Cartographie

L'accident ferroviaire de Szczekociny est survenu le 3 mars 2012 lorsque deux trains sont entrés en collision frontale, près de la ville polonaise de Szczekociny, dans la Voïvodie de Silésie. En date du 4 mars, 16 passagers ont été tués et plus de 58 autres ont été blessés.

## Circonstances de l'accident
Aux environs de 20 h 57 CET le 3 mars 2012, deux trains (transportant au total 350 passagers dans 10 voitures voyageur,) s'entrechoquent à Chałupki près de la ville de Szczekociny. 
L'un des trains, le TLK 31100 Brzechwa commandé par PKP Intercity, circulait vers le nord du pays depuis Przemyśl en direction de Varsovie ; l'autre train, l'InterRegio 13126 Matejko commandé par Przewozy Regionalne, circulait vers le sud depuis Varsovie en direction de Cracovie,.

## Victimes
| Pays d'origine | Morts | Blessés |
| -------------- | ----- | ------- |
| Pologne        | 14    | 50      |
| Russie         | 1     | –       |
| États-Unis     | 1     | –       |
| Ukraine        | –     | 6       |
| Tchéquie       | –     | 1       |
| Moldavie       | –     | 1       |
| Total          | 16    | 58      |